# Gekielde schijfhoren
De gekielde schijfhoren (Planorbis carinatus) is een slakkensoort uit de familie van de Planorbidae. De wetenschappelijke naam van de soort werd in 1774 voor het eerst geldig gepubliceerd door Otto Friedrich Müller.

## Beschrijving
De gekielde schijfhoren is zoetwaterslakje. De breedte van de huisje van deze soort is 9 tot 15 mm groot. Het huisje, die ongeveer vijfmaal zo breed als hoog is, is aan de bovenzijde vrijwel vlak en aan de onderzijde in het midden iets ingezonken. Er zijn maximaal 5 windingen aanwezig, die vrij snel in grootte toenemen en aan de boven- en onderzijde van de schelp vrijwel even bol zijn. De laatste winding heeft een scherpe, draadvormig afgezette kiel, die op halve windingshoogte of iets daarboven ligt. De slakken zelf zijn donker grijsbruin van kleur, met lichtere, roodachtige tentakels.

## Verspreiding
De gekielde schijfhoren komt voor in heel Europa, van Scandinavië tot Spanje. Het leefgebied van deze soort bestaat uit grotere watergebieden zoals het open water van kanalen, rivieren en meren. Deze soort komt in Nederland algemeen voor, echter niet in Zeeland. Wordt meestal in kleine aantallen gevonden.
Anisus:
leucostoma · 
septemgyratus · 
spirorbis · 
vortex · 
vorticulus

Gyraulus:
acronicus · 
albus · 
chinensis · 
crista · 
laevis · 
parvus · 
riparius · 
rossmaessleri

Planorbarius:
corneus · 
†peetersi · 
Planorbella:
anceps · 
duryi · 
trivolvis · 
Planorbis:
carinatus · 
planorbis

Overig:
Bathyomphalus contortus · Helisoma nigricans · Hippeutis complanatus · Menetus dilatata · Segmentina nitida